# Karl Rozum
Karl Rozum (* 1. Jänner 1937 in St. Pölten; † 2. Dezember 1988 in Wien) war ein österreichischer Politiker (ÖVP) und Privatangestellter. Er war von 1974 bis 1988 Abgeordneter zum Landtag von Niederösterreich.
Rozum besuchte die Volks- und Hauptschule in Neulengbach und absolvierte danach eine Lehre als Maschinenschlosser. Er war danach als technischer Zeichner tätig und fungierte zwischen 1964 und 1982 als ÖAAB-Bezirksobmann bzw. von 1982 bis 1988 als ÖAAB-Hauptbezirksparteiobmann. Ab 1974 war er Kammerrat der Niederösterreichischen Arbeiterkammer. Von 1971 bis 1988 war er Landessekretär des Niederösterreichischen ÖAAB, zudem war er lokalpolitisch ab 1965 als geschäftsführender Gemeinderat von Neulengbach aktiv. Rozum vertrat die ÖVP vom 11. Juli 1974 bis zu seinem Tod im Landtag. 